# Lista de episódios de The Big Bang Theory
A seguir se apresenta a lista dos episódios de The Big Bang Theory, uma série de televisão estadunidense de comédia de situação (sitcom) transmitida pela rede de televisão CBS desde 24 de setembro de 2007 até o dia 16 de maio de 2019, após doze temporadas.
A série é centrada em cinco personagens que vivem em Pasadena, Califórnia: os amigos Leonard Hofstadter e Sheldon Cooper, ambos físicos; Penny, uma garçonete e atriz semiprofissional que vive do outro lado do corredor do prédio; Leonard e Sheldon ambos são amigos e colega de trabalho dos nerds e desajeitados Howard Wolowitz que é engenheiro mecânico e Rajesh Koothrappali que é astrofísico. A cafonice e a inteligência dos quatro rapazes é contrastada com o efeito cômico das habilidades sociais de Penny e seu senso comum.
Com exceção do primeiro episódio, os títulos dos episódios começam com "The". O título é sempre uma referência ao assunto do episódio e é montado como se fosse um princípio científico.
A série foi renovada para mais três temporadas em 12 de março de 2014.

## Resumo
| Temporada | Temporada | Episódios | Episódios | Originalmente exibido  | Originalmente exibido |
| Temporada | Temporada | Episódios | Episódios | Estreia da temporada   | Final da temporada    |
| --------- | --------- | --------- | --------- | ---------------------- | --------------------- |
|           | 1         | 17        | 17        | 24 de setembro de 2007 | 19 de maio de 2008    |
|           | 2         | 23        | 23        | 22 de setembro de 2008 | 11 de maio de 2009    |
|           | 3         | 23        | 23        | 21 de setembro de 2009 | 24 de maio de 2010    |
|           | 4         | 24        | 24        | 23 de setembro de 2010 | 19 de maio de 2011    |
|           | 5         | 24        | 24        | 22 de setembro de 2011 | 10 de maio de 2012    |
|           | 6         | 24        | 24        | 27 de setembro de 2012 | 16 de maio de 2013    |
|           | 7         | 24        | 24        | 26 de setembro de 2013 | 15 de maio de 2014    |
|           | 8         | 24        | 24        | 22 de setembro de 2014 | 7 de maio de 2015     |
|           | 9         | 24        | 24        | 21 de setembro de 2015 | 12 de maio de 2016    |
|           | 10        | 24        | 24        | 19 de setembro de 2016 | 11 de maio de 2017    |
|           | 11        | 24        | 24        | 25 de setembro de 2017 | 10 de maio de 2018    |
|           | 12        | 24        | 24        | 24 de setembro de 2018 | 16 de maio de 2019    |

## Audiência
| Temp. | Temp. | Audiência                   | Audiência | Audiência                  |
| Temp. | Temp. | Audiência nos EUA (milhões) | Posição   | Entre 18–49 anos (Posição) |
| ----- | ----- | --------------------------- | --------- | -------------------------- |
|       | 1     | 8.31                        | 68        | 3.3/9 (46)                 |
|       | 2     | 10.00                       | 44        | 3.8/10 (TBA)               |
|       | 3     | 14.12                       | 12        | 5.3/13 (5)                 |
|       | 4     | 13.14                       | 13        | 4.4/13 (7)                 |
|       | 5     | 15.82                       | 8         | 5.5/16 (5)                 |
|       | 6     | 18.68                       | 3         | 6.2/19 (2)                 |
|       | 7     | 19.96                       | 2         | 6.2/20 (1)                 |
|       | 8     | 19.05                       | 2         | 5.6/17(4)                  |
|       | 9     | 20.36                       | 2         | 5.8/19(3)                  |
|       | 10    | 18.99                       | 2         | 4.9/19(3)                  |
|       | 11    | 18.63                       | 1         | 4.4(5)                     |
|       | 12    | 17.31                       | 2         | 3.6(6)                     |

## Episódios

### Temporada 1 (2007-2008)
| N.º na série | N.º na temp. | Título                                                                                             | Dirigido por     | Escrito por                                                                                       | Exibição original      | Audiência EUA (milhões) |
| ------------ | ------------ | -------------------------------------------------------------------------------------------------- | ---------------- | ------------------------------------------------------------------------------------------------- | ---------------------- | ----------------------- |
| 1            | 1            | "Pilot" "Piloto" (BR)                                                                              | James Burrows    | Chuck Lorre & Bill Prady                                                                          | 24 de setembro de 2007 | 9.52                    |
| 2            | 2            | "The Big Bran Hypothesis" "A Hipótese do Grande Farelo" (BR)                                       | Mark Cendrowski  | História por : Chuck Lorre & Bill Prady Roteiro por : Robert Cohen (escritor)                     | 1 de outubro de 2007   | 8.58                    |
| 3            | 3            | "The Fuzzy Boots Corollary" "A Disputa de Botas no Corolário" (BR)                                 | Mark Cendrowski  | História por : Chuck Lorre Roteiro por : Bill Prady & Steven Molaro                               | 8 de outubro de 2007   | 8.36                    |
| 4            | 4            | "The Luminous Fish Effect" "O Efeito Luminoso do Peixe" (BR)                                       | Mark Cendrowski  | História por : Chuck Lorre & Bill Prady Roteiro por : David Litt & Lee Aronsohn                   | 15 de outubro de 2007  | 8.15                    |
| 5            | 5            | "The Hamburger Postulate" "O Hamburger Postulado" (BR)                                             | Andrew D. Weyman | História por : Jennifer Glickman Roteiro por : Dave Goetsch & Steven Molaro                       | 22 de outubro de 2007  | 8.81                    |
| 6            | 6            | "The Middle-Earth Paradigm" "O Paradigma da Terra-Média" (BR)                                      | Mark Cendrowski  | História por : Dave Goetsch Roteiro por : David Litt & Robert Cohen                               | 29 de outubro de 2007  | 8.92                    |
| 7            | 7            | "The Dumpling Paradox" "O Paradoxo do Pastel" (BR)                                                 | Mark Cendrowski  | História por : Chuck Lorre & Bill Prady Roteiro por : Lee Aronsohn & Jennifer Glickman            | 5 de novembro de 2007  | 9.68                    |
| 8            | 8            | "The Grasshopper Experiment" "A Experiência do Grasshopper" (BR)                                   | Ted Wass         | História por : Dave Goetsch & Steven Molaro Roteiro por : Lee Aronsohn & Robert Cohen             | 12 de novembro de 2007 | 9.32                    |
| 9            | 9            | "The Cooper-Hofstadter Polarization" "A Polarização Cooper-Hofstadter" (BR)                        | Joel Murray      | História por : Bill Prady & Stephen Engel Roteiro por : Chuck Lorre & Lee Aronsohn & Dave Goetsch | 17 de março de 2008    | 9.11                    |
| 10           | 10           | "The Loobenfeld Decay" "A Decadência de Loobenfeld" (BR)                                           | Mark Cendrowski  | História por : Chuck Lorre Roteiro por : Bill Prady & Lee Aronsohn                                | 24 de março de 2008    | 8.63                    |
| 11           | 11           | "The Pancake Batter Anomaly" "A Massa de Panqueca Anômala" (BR)                                    | Mark Cendrowski  | História por : Chuck Lorre & Lee Aronsohn Roteiro por : Bill Prady & Stephen Engel                | 31 de março de 2008    | 8.68                    |
| 12           | 12           | "The Jerusalem Duality" "A Dualidade de Jerusalém" (BR)                                            | Mark Cendrowski  | História por : Jennifer Glickman & Stephen Engel Roteiro por : Dave Goetsch & Steven Molaro       | 14 de abril de 2008    | 7.69                    |
| 13           | 13           | "The Bat Jar Conjecture" "A Conjectura da Bat Jarra" (BR)                                          | Mark Cendrowski  | História por : Stephen Engel & Jennifer Glickman Roteiro por : Bill Prady & Robert Cohen          | 21 de abril de 2008    | 7.51                    |
| 14           | 14           | "The Nerdvana Annihilation" "A Aniquilação do Nerdvana" (BR)                                       | Mark Cendrowski  | História por : Bill Prady Roteiro por : Stephen Engel & Steven Molaro                             | 28 de abril de 2008    | 8.07                    |
| 15           | 15           | "The Shiksa Indeterminacy The Pork Chop Indeterminacy" "A Indeterminação da Mulher Não-Judia" (BR) | Mark Cendrowski  | História por : Chuck Lorre Roteiro por : Lee Aronsohn & Bill Prady                                | 5 de maio de 2008      | 7.38                    |
| 16           | 16           | "The Peanut Reaction" "A Reação ao Amendoim" (BR)                                                  | Mark Cendrowski  | História por : Bill Prady & Lee Aronsohn Roteiro por : Dave Goetsch & Steven Molaro               | 12 de maio de 2008     | 7.79                    |
| 17           | 17           | "The Tangerine Factor" "O Fator Tangerina" (BR)                                                    | Mark Cendrowski  | História por : Chuck Lorre & Bill Prady Roteiro por : Lee Aronsohn & Steven Molaro                | 19 de maio de 2008     | 7.34                    |

### Temporada 2 (2008-2009)
| N.º na série | N.º na temp. | Título                                                                              | Dirigido por    | Escrito por                                                                           | Exibição original      | Audiência EUA (milhões) |
| ------------ | ------------ | ----------------------------------------------------------------------------------- | --------------- | ------------------------------------------------------------------------------------- | ---------------------- | ----------------------- |
| 18           | 1            | "The Bad Fish Paradigm" "O Paradigma do Peixe Podre" (BR)                           | Mark Cendrowski | Bill Prady, Steven Molaro e David Goetsch                                             | 22 de setembro de 2008 | 9.52                    |
| 19           | 2            | "The Codpiece Topology" "A Topologia do Alçapão" (BR)                               | Mark Cendrowski | Chuck Lorre, Bill Prady e Lee Aronsohn                                                | 29 de setembro de 2008 | 8.76                    |
| 20           | 3            | "The Barbarian Sublimation" "A Sublimação Bárbara" (BR)                             | Mark Cendrowski | Nicole Lorre, Steve Molaro e Eric Kaplan                                              | 6 de outubro de 2008   | 9.33                    |
| 21           | 4            | "The Griffin Equivalency" "A Equivalência do Grifo" (BR)                            | Mark Cendrowski | Chuck Lorre, Bill Prady, Stephen Engel e Tim Doyle                                    | 13 de outubro de 2008  | 9.36                    |
| 22           | 5            | "The Euclide Alternative" "A Alternativa Euclidiana" (BR)                           | Mark Cendrowski | Lee Aronsohn, David Goertsch, Steven Molaro e Bill Prady                              | 20 de outubro de 2008  | 9.28                    |
| 23           | 6            | "The Cooper-Nowitzki Theorem" "O Teorema Cooper-Nowitzki" (BR)                      | Mark Cendrowski | Stephen Engel, Daley Haggar, Tim Doyle e Richard Rosenstock                           | 3 de novembro de 2008  | 9.67                    |
| 24           | 7            | "The Panty Piñata Polarizarion" "A Polarização da Pescaria de Sutiã" (BR)           | Mark Cendrowski | Adaptação: Jennifer Glickman e Steven Molaro História: Bill Prady e Tim Doyle         | 10 de novembro de 2008 | 10.01                   |
| 25           | 8            | "The Lizard-Spock Expansion" "A Expansão do Lagarto Spock" (BR)                     | Mark Cendrowski | Jennifer Glickman, Bill Prady e David Goetsch                                         | 17 de novembro de 2008 | 9.76                    |
| 26           | 9            | "The White Asparagus Triangulation" "A Triangulação do Aspargo Branco" (BR)         | Mark Cendrowski | Adaptação: Stephen Engel e Richard Rosenstock História: David Goetsch e Steven Molaro | 24 de novembro de 2008 | 10.19                   |
| 27           | 10           | "The Vartabedian Conundrum" "O Enigma de Vertabedian" (BR)                          | Mark Cendrowski | Adaptação: Richard Rosenstock e Bill Prady História: Steven Molaro e Chuck Lorre      | 8 de dezembro de 2008  | 10.80                   |
| 28           | 11           | "The Bath Item Gift Hypothesis" "A Hipótese do Kit de Banho como Presente" (BR)     | Mark Cendrowski | Adaptação: Eric Kaplan e Stephen Engel História: Richard Rosenstock e Bill Prady      | 15 de dezembro de 2008 | 11.42                   |
| 29           | 12           | "The Killer Robot Instability" "A Instabilidade do Robô Assassino" (BR)             | Mark Cendrowski | Adaptação: Daley Haggar e Steven Molaro História: Richard Rosenstock e Bill Prady     | 12 de janeiro de 2009  | 11.81                   |
| 30           | 13           | "The Friendship Algorithm" "O Algoritmo da Amizade" (BR)                            | Mark Cendrowski | Adaptação: Chuck Lorre e Steven Molaro História: Bill Prady e Richard Rosenstock      | 19 de janeiro de 2009  | 11.10                   |
| 31           | 14           | "The Financial Permeability" "A Permeabilidade Financeira" (BR)                     | Mark Cendrowski | Adaptação: Richard Rosenstock e Eric Kaplan História: Chuck Lorre e Steven Molaro     | 2 de fevereiro de 2009 | 10.89                   |
| 32           | 15           | "The Maternal Capacitance" "A Capacitância Maternal" (BR)                           | Mark Cendrowski | Adaptação: Richard Rosenstock e Steven Molaro História: Chuck Lorre e Bill Prady      | 9 de fevereiro de 2009 | 13.11                   |
| 33           | 16           | "The Cushion Saturation" "A Saturação da Almofada" (BR)                             | Mark Cendrowski | Adaptação: Bill Prady e Lee Aronsohn História: Chuck Lorre                            | 2 de março de 2009     | 10.94                   |
| 34           | 17           | "The Terminator Decoupling" "A Desconecção do Exterminador" (BR)                    | Mark Cendrowski | Adaptação: Tim Doyle e Stephen Engel História: Bill Prady e Dave Goetsch              | 9 de março de 2009     | 9.46                    |
| 35           | 18           | "The Work Song Nanocluster" "A Nanopartícula da Música de Trabalho" (BR)            | Mark Cendrowski | Adaptação: Dave Goetsch e Richard Rosenstock História: Bill Prady e Lee Aronsohn      | 16 de março de 2009    | 9.76                    |
| 36           | 19           | "The Dead Hooker Juxtaposition" "A Justaposição da Prostituta Morta" (BR)           | Mark Cendrowski | Steven Molaro                                                                         | 30 de março de 2009    | 9.77                    |
| 37           | 20           | "'The Hofstadter Isotope" "O Isótopo Hofstadter" (BR)                               | Mark Cendrowski | David Goetsch                                                                         | 13 de abril de 2009    | 10.13                   |
| 38           | 21           | "The Vegas Normalization" "A Renormalização Las Vegas" (BR)                         | Mark Cendrowski | Adaptação: Steven Molaro História: Jessica Ambrosetti, Nicole Lorre e Andrew Roth     | 27 de abril de 2009    | 9.31                    |
| 39           | 22           | "The Classified Materials Turbulence" "A Turbulência de Matérias Confidências" (BR) | Mark Cendrowski | Adaptação: Bill Prady e Steven Molaro História: Chuck Lorre e Lee Arohnson            | 4 de maio de 2009      | 9.25                    |
| 40           | 23           | "The Monopolar Expedition" "A Expedição Monopolar" (BR)                             | Mark Cendrowski | Eric Kaplan e Richard Rosenstock                                                      | 11 de maio de 2009     | 9.81                    |

### Temporada 3 (2009-2010)
| N.º na série | N.º na temp. | Título                                                                                      | Dirigido por    | Escrito por | Exibição original       | Audiência U.S. (milhões) |
| ------------ | ------------ | ------------------------------------------------------------------------------------------- | --------------- | --- | ----------------------- | ------------------------ |
| 41           | 1            | "The Electric Can Opener Fluctuation" "O Abridor Elétrico da Lata Flutuante" (BR)           | Mark Cendrowski | Steven Molaro | 21 de setembro de 2009  | 12.96                    |
| 42           | 2            | "The Jiminy Conjecture" "A Conjectura do Grilo" (BR)                                        | Mark Cendrowski | Jim Reynolds | 28 de setembro de 2009  | 13.27                    |
| 43           | 3            | "The Gothowitz Deviation" "O Desvio de Gothowitz" (BR)                                      | Mark Cendrowski | História: Lee Aronsohn e Richard Rosenstock Adaptação: Bill Prady e Maria Ferrari                                                         | 5 de outubro de 2009    | 12.52                    |
| 44           | 4            | "The Pirate Solution" "A Solução Pirata" (BR)                                               | Mark Cendrowski | Steve Holland | 12 de outubro de 2009   | 13.07                    |
| 45           | 5            | "The Creepy Candy Coating Corollary" "O Assustador Revestimento do Corolário de Doces" (BR) | Mark Cendrowski | História: Chuck Lorre e Bill Prady Adaptação: Lee Aronsohn e Steven Molaro                                                                | 19 de outubro de 2009   | 13.47                    |
| 46           | 6            | "The Cornhusker Vortex" "O Vórtice Cornhusker" (BR)                                         | Mark Cendrowski | História: Bill Prady e Steven Molaro Adaptação: Dave Goetsch e Richard Rosenstock                                                         | 2 de novembro de 2009   | 12.73                    |
| 47           | 7            | "The Guitarist Amplification" "A Amplificação da Guitarrista" (BR)                          | Mark Cendrowski | História: Chuck Lorre e Lee Aronsohn Adaptação: Bill Prady, Richard Rosenstock e Jim Reynolds                                             | 9 de novembro de 2009   | 12.79                    |
| 48           | 8            | "The Adhesive Duck Deficiency" "O Adesivo do Pato Deficiente" (BR)                          | Mark Cendrowski | História: Chuck Lorre, Bill Prady e Dave Goetsch Adaptação: Steven Molaro, Eric Kaplan e Maria Ferrari                                    | 16 de novembro de 2009  | 13.23                    |
| 49           | 9            | "The Vengeance Formulation" "A Vingança da Formulação" (BR)                                 | Mark Cendrowski | História: Chuck Lorre & Maria Ferrari Adaptação: Richard Rosenstock, Jim Reynolds & Steve Holland                                         | 23 de novembro de 2009  | 14.13                    |
| 50           | 10           | "The Gorilla Experiment" "A Experiência do Gorila" (BR)                                     | Mark Cendrowski | História: Chuck Lorre, Richard Rosenstock e Steve Holland Adaptação: Bill Prady, Steven Molaro e Maria Ferrari                            | 7 de dezembro de 2009   | 14.38                    |
| 51           | 11           | "The Maternal Congruence" "A Congruência Materna" (BR)                                      | Mark Cendrowski | História: Lee Aronsohn, Steven Molaro, Richard Rosenstock & Maria Ferrari Adaptação: Chuck Lorre, Bill Prady & Dave Goetsch               | 14 de dezembro de 2009  | 15.58                    |
| 52           | 12           | "The Psychic Vortex" "Os Videntes Vórtice" (BR)                                             | Mark Cendrowski | História: Lee Aronsohn & Steven Molaro Adaptação: Chuck Lorre, Eric Kaplan & Jim Reynolds                                                 | 11 de janeiro de 2010   | 15.82                    |
| 53           | 13           | "The Bozeman Reaction" "A Reação de Bozeman" (BR)                                           | Mark Cendrowski | História: Bill Prady, Lee Aronsohn e Jim Reynolds Adaptação: Chuck Lorre, Steven Molaro e Steve Holland                                   | 18 de janeiro de 2010   | 14.99                    |
| 54           | 14           | "The Einstein Approximation" "A Aproximação de Einstein" (BR)                               | Mark Cendrowski | História: Lee Aronsohn, Dave Goetsch e Steve Holland Adaptação: Chuck Lorre, Steven Molaro e Eric Kaplan                                  | 01 de fevereiro de 2010 | 15.51                    |
| 55           | 15           | "The Large Hadron Collision" "A Grande Colisão de Hadron" (BR)                              | Mark Cendrowski | História: Chuck Lorre, Steven Molaro e Jim Reynolds Adaptação: Lee Aronsohn, Richard Rosenstock e Maria Ferrari                           | 8 de fevereiro de 2010  | 16.26                    |
| 56           | 16           | "The Excelsior Acquisition" "A Aquisição das Aparas de Madeira" (BR)                        | Peter Chakos    | História: Chuck Lorre, Lee Aronsohn e Steven Molaro Adaptação: Bill Prady, Steve Holland e Maria Ferrari                                  | 1 de março de 2010      | 15.73                    |
| 57           | 17           | "The Precious Fragmentation" "A Fragmentação Preciosa" (BR)                                 | Mark Cendrowski | História: Lee Aronsohn, Eric Kaplan e Maria Ferrari Adaptação: Bill Prady, Steven Molaro e Richard Rosenstock                             | 8 de março de 2010      | 16.32                    |
| 58           | 18           | "The Pants Alternative" "As Calças Alternativa" (BR)                                        | Mark Cendrowski | História: Chuck Lorre, Bill Prady e Steve Holland Adaptação: Eric Kaplan, Richard Rosenstock e Jim Reynolds                               | 22 de março de 2010     | 13.42                    |
| 59           | 19           | "The Wheaton Recurrence" "A Recorrência de Wheaton" (BR)                                    | Mark Cendrowski | História: Chuck Lorre, Steven Molaro, Nicole Lorre e Jessica Ambrosetti Adaptação: Bill Prady, Dave Goetsch, Jim Reynolds e Maria Ferrari | 12 de abril de 2010     | 13.39                    |
| 60           | 20           | "The Spaghetti Catalyst" "O Catalisador de Espaguete" (BR)                                  | Anthony Rich    | Chuck Lorre, Bill Prady, Lee Aronsohn e Steven Molaro                                                                                     | 5 de maio de 2010       | 11.63                    |
| 61           | 21           | "The Plimpton Stimulation" "A Estimulação de Plimpton" (BR)                                 | Mark Cendrowski | História: Chuck Lorre, Bill Prady e Lee Aronsohn Adaptação: Steven Molaro, Jim Reynolds e Maria Ferrari                                   | 10 de maio de 2010      | 13.73                    |
| 62           | 22           | "The Staircase Implementation" "A Implementação da Escada" (BR)                             | Mark Cendrowski | História: Lee Aronsohn, Steven Molaro e Steve Holland Adaptação: Chuck Lorre, Dave Goetsch e Maria Ferrari                                | 17 de maio de 2010      | 15.02                    |
| 63           | 23           | "The Lunar Excitation" "A Excitação Lunar" (BR)                                             | Peter Chakos    | História: Chuck Lorre, Bill Prady e Maria Ferrari Adaptação: Lee Aronsohn, Steven Molaro e Steve Holland                                  | 24 de maio de 2010      | 14.78                    |

### Temporada 4 (2010-2011)
| N.º na série | N.º na temp. | Título                                                                                    | Dirigido por    | Escrito por                                                                                                | Exibição original       | Audiência EUA (milhões) |
| ------------ | ------------ | ----------------------------------------------------------------------------------------- | --------------- | --- | ----------------------- | ----------------------- |
| 64           | 1            | "The Robotic Manipulation" "A Manipulação Robótica" (BR)                                  | Mark Cendrowski | História: Chuck Lorre, Lee Aronsohn e Dave Goetsch Adaptação: Steven Molaro, Eric Kaplan e Steven Holland  | 23 de setembro de 2010  | 14.04                   |
| 65           | 2            | "The Cruciferous Vegetable Amplification" "A Amplificação dos Crucíferos do Vegetal" (BR) | Mark Cendrowski | História: Bill Prady, Lee Aronsohn e Steve Holland Adaptação: Chuck Lorre, Steven Molaro e Jim Reynolds    | 30 de setembro de 2010  | 13.05                   |
| 66           | 3            | "The Zazzy Substitution" "A Substituição de Zazzy" (BR)                                   | Mark Cendrowski | História: Chuck Lorre, Bill Prady e Jim Reynolds Adaptação: Lee Aronsohn, Steven Molaro e Maria Ferrari    | 7 de outubro de 2010    | 12.59                   |
| 67           | 4            | "The Hot Troll Deviation" "O Desvio Quente da Pegadinha" (BR)                             | Mark Cendrowski | História: Chuck Lorre, Steven Molaro e Adam Faberman Adaptação: Bill Prady, Lee Aronsohn e Maria Ferrari   | 14 de outubro de 2010   | 12.57                   |
| 68           | 5            | "The Desperation Emanation" "A Emanação do Desespero" (BR)                                | Mark Cendrowski | História: Bill Prady, Lee Aronsohn e Dave Goetsch Adaptação: Chuck Lorre, Steven Molaro e Steve Holland    | 21 de outubro de 2010   | 13.05                   |
| 69           | 6            | "The Irish Pub Formulation" "A Formulação do Irlandês" (BR)                               | Mark Cendrowski | História: Chuck Lorre, Lee Aronsohn e Steven Molaro Adaptação: Bill Prady, Eric Kaplan e Maria Ferrari     | 28 de outubro de 2010   | 13.04                   |
| 70           | 7            | "The Apology Insufficiency" "A Insuficiência Apologia" (BR)                               | Mark Cendrowski | História: Chuck Lorre, Lee Aronsohn e Maria Ferrari Adaptação: Bill Prady, Steven Molaro e Steve Holland   | 4 de novembro de 2010   | 14.00                   |
| 71           | 8            | "The 21-Second Excitation" "A Excitação da Segunda 21" (BR)                               | Mark Cendrowski | História: Chuck Lorre, Bill Prady e Jim Reynolds Adaptação: Lee Aronsohn, Steven Molaro e Steve Holland    | 11 de novembro de 2010  | 13.11                   |
| 72           | 9            | "The Boyfriend Complexity" "A Complexidade do Noivo" (BR)                                 | Mark Cendrowski | História: Chuck Lorre, Lee Aronsohn e Jim Reynolds Adaptação: Bill Prady, Steven Molaro e Dave Goetsch     | 18 de novembro de 2010  | 13.02                   |
| 73           | 10           | "The Alien Parasite Hypothesis" "A Hipótese do Parasita Alienígena" (BR)                  | Mark Cendrowski | História: Chuck Lorre, Steven Molaro e Steve Holland Adaptação: Lee Aronsohn, Jim Reynolds e Maria Ferrari | 9 de dezembro de 2010   | 12.03                   |
| 74           | 11           | "The Justice League Recombination" "A Recombinação da Liga da Justiça" (BR)               | Mark Cendrowski | História: Chuck Lorre, Lee Aronsohn e Maria Ferrari Adaptação: Bill Prady, Steven Molaro e Steve Holland   | 16 de dezembro de 2010  | 13.24                   |
| 75           | 12           | "The Bus Pants Utilization" "A Utilização de Calças no Ônibus" (BR)                       | Mark Cendrowski | História: Chuck Lorre, Lee Aronsohn e Maria Ferrari Adaptação: Bill Prady, Steven Molaro e Eric Kaplan     | 6 de janeiro de 2011    | 13.98                   |
| 76           | 13           | "The Love Car Displacement" "O Deslocamento do Carro do Amor" (BR)                        | Anthony Rich    | História: Chuck Lorre, Bill Prady e Dave Goetsch Adaptação: Lee Aronsohn, Steven Molaro e Steve Holland    | 20 de janeiro de 2011   | 13.63                   |
| 77           | 14           | "The Thespian Catalyst" "O Catalisador Tespiano" (BR)                                     | Mark Cendrowski | História: Chuck Lorre, Lee Aronsohn e Jim Reynolds Adaptação: Bill Prady, Steven Molaro e Maria Ferrari    | 3 de fevereiro de 2011  | 13.83                   |
| 78           | 15           | "The Benefactor Factor" "O Fator Benfeitor" (BR)                                          | Mark Cendrowski | História: Bill Prady, Lee Aronsohn e Dave Goetsch Adaptação: Chuck Lorre, Eric Kaplan e Steve Holland      | 10 de fevereiro de 2011 | 12.79                   |
| 79           | 16           | "The Cohabitation Formulation" "A Coabitação da Formulação" (BR)                          | Mark Cendrowski | História: Chuck Lorre, Lee Aronsohn e Dave Goetsch Adaptação: Bill Prady, Steven Molaro e Jim Reynolds     | 17 de fevereiro de 2011 | 12.41                   |
| 80           | 17           | "The Toast Derivation" "O Derivação Brinde" (BR)                                          | Mark Cendrowski | História: Bill Prady, Dave Goetsch e Maria Ferrari Adaptação: Chuck Lorre, Steven Molaro e Jim Reynolds    | 24 de fevereiro de 2011 | 12.35                   |
| 81           | 18           | "The Prestidigitation Approximation" "A Aproximação da Prestidigitação" (BR)              | Mark Cendrowski | História: Bill Prady, Steve Holland e Eddie Gorodetsky Adaptação: Chuck Lorre, Steven Molaro e Eric Kaplan | 10 de março de 2011     | 12.06                   |
| 82           | 19           | "The Zarnecki Incursion" "A Incursão de Zarnecki" (BR)                                    | Mark Cendrowski | História: Bill Prady, Steve Holland e Eddie Gorodetsky Adaptação: Chuck Lorre, Steven Molaro e Eric Kaplan | 31 de março de 2011     | 11.92                   |
| 83           | 20           | "The Herb Garden Germination" "A Germinação do Jardim de Eva" (BR)                        | Mark Cendrowski | História: Chuck Lorre, Eric Kaplan e Eddie Gorodetsky Adaptação: Bill Prady, Steven Molaro e Steve Holland | 7 de abril de 2011      | 11.40                   |
| 84           | 21           | "The Agreement Dissection" "A Dissecção do Acordo" (BR)                                   | Mark Cendrowski | História: Bill Prady, Dave Goetsch e Eddie Gorodetsky Adaptação: Chuck Lorre, Steven Molaro e Eric Kaplan  | 28 de abril de 2011     | 10.71                   |
| 85           | 22           | "The Wildebeest Implementation" "A Implementação Gnu" (BR)                                | Mark Cendrowski | História Chuck Lorre, Steven Molaro e Eric Kaplan Adaptação: Bill Prady, Eddie Gorodetsky e Maria Ferrari  | 5 de maio de 2011       | 10.50                   |
| 86           | 23           | "The Engagement Reaction" "A Reação do Noivado" (BR)                                      | Howard Murray   | História: Bill Prady, Eric Kaplan e Jim Reynolds Adaptação: Chuck Lorre, Steven Molaro e Steve Holland     | 12 de maio de 2011      | 10.78                   |
| 87           | 24           | "The Roommate Transmogrification" "A Transmogrificação do Colega" (BR)                    | Mark Cendrowski | História: Chuck Lorre, Steven Molaro e Eddie Gorodetsky Adaptação: Bill Prady, Eric Kaplan e Jim Reynolds  | 19 de maio de 2011      | 11.30                   |

### Temporada 5 (2011-2012)
| N.º na série | N.º na temp. | Título                                                                    | Dirigido por    | Escrito por | Exibição original       | Audiência EUA (milhões) |
| ------------ | ------------ | ------------------------------------------------------------------------- | --------------- | --- | ----------------------- | ----------------------- |
| 88           | 1            | "The Skank Reflex Analysis A Análise do Reflexo de Piranha"               | Mark Cendrowski | História: Eric Kaplan, Maria Ferrari e Antonio Del Broccolo Adaptação: Chuck Lorre, Bill Prady e Steven Molaro       | 22 de setembro de 2011  | 14.30                   |
| 89           | 2            | "The Infestation Hypothesis A Hipótese de Infestação"                     | Mark Cendrowski | História: Bill Prady, Steven Molaro e Maria Ferrari Adaptação: Chuck Lorre, Jim Reynolds e Steve Holland             | 22 de setembro de 2011  | 14.94                   |
| 90           | 3            | "The Pulled Groin Extrapolation A Extrapolação da Virilha Estendida"      | Mark Cendrowski | História: Bill Prady, Steven Molaro e Dave Goetsch Adaptação: Chuck Lorre, Eric Kaplan e Jim Reynolds                | 29 de setembro de 2011  | 14.74                   |
| 91           | 4            | "The Wiggly Finger Catalyst O Dedo Nervoso Catalisador"                   | Mark Cendrowski | História: Chuck Lorre, Dave Goetsch e Anthony Del Broccolo Adaptação: Bill Prady, Steven Molaro e Steve Holland      | 6 de outubro de 2011    | 13.92                   |
| 92           | 5            | "The Russian Rocket Reaction A Reação do Foguete Russo"                   | Mark Cendrowski | História: Bill Prady, Steven Molaro & Jim Reynolds Adaptação: Chuck Lorre, Eric Kaplan & Maria Ferrari               | 13 de outubro de 2011   | 13.58                   |
| 93           | 6            | "The Rhinitis Revelation A Revelação da Rinite"                           | Howard Murray   | História: Chuck Lorre, Eric Kaplan e Steve Holland Adaptação: Bill Prady, Steven Molaro e Jim Reynolds               | 20 de outubro de 2011   | 14.93                   |
| 94           | 7            | "The Good Guy Fluctuation A Flutuação do Cara Legal"                      | Mark Cendrowski | História: Chuck Lorre, Dave Goetsch e Maria Ferrari Adaptação: Bill Prady, Steven Molaro e Steve Holland             | 27 de outubro de 2011   | 14.54                   |
| 95           | 8            | "The Isolation Permutation A Permutação do Isolamento"                    | Mark Cendrowski | História: Chuck Lorre, Eric Kaplan e Tara Hernandez Adaptação: Bill Prady, Steven Molaro e Steve Holland             | 03 de novembro de 2011  | 15.98                   |
| 96           | 9            | "The Ornithophobia Diffusion A Difusão da Ornitofobia"                    | Mark Cendrowski | História: Chuck Lorre, Dave Goetsch e Anthony Del Broccolo Adaptação: Bill Prady, Steven Molaro e Eric Kaplan        | 10 de novembro de 2011  | 15.89                   |
| 97           | 10           | "The Flaming Spittoon Acquisition A Aquisição da Escarradeira Flamejante" | Mark Cendrowski | História: Chuck Lorre, Steven Molaro e Dave Goetsch Adaptação: Bill Prady, Jim Reynolds e Steve Holland              | 17 de novembro de 2011  | 15.05                   |
| 98           | 11           | "The Speckerman Recurrence A Recorrência de Speckerman"                   | Anthony Rich    | História: Chuck Lorre, Bill Prady e Steve Holland Adaptação: Steven Molaro, Eric Kaplan e Anthony Del Broccolo       | 8 de dezembro de 2011   | 14.02                   |
| 99           | 12           | "The Shiny Trinket Maneuver A Manobra da Argola Brilhante"                | Mark Cendrowski | História: Chuck Lorre, Steve Holland e Tara Hernandez Adaptação: Bill Prady, Steven Molaro e Jim Reynolds            | 12 de janeiro de 2012   | 16.13                   |
| 100          | 13           | "The Recombination Hypothesis A Hipótese da Recombinação"                 | Mark Cendrowski | História: Chuck Lorre Adaptação: Bill Prady e Steven Molaro                                                          | 19 de janeiro de 2012   | 15.83                   |
| 101          | 14           | "The Beta Test Initiation A Iniciação do teste Beta"                      | Mark Cendrowski | História: Chuck Lorre, Steven Molaro e Eric Kaplan Adaptação: Bill Prady, Dave Goetsch e Maria Ferrari               | 26 de janeiro de 2012   | 16.13                   |
| 102          | 15           | "The Friendship Contraction A Contração da Amizade"                       | Mark Cendrowski | História: Chuck Lorre, Eric Kaplan & Jim Reynolds Adaptação: Bill Prady, Steven Molaro & Steve Holland               | 02 de fevereiro de 2012 | 16.54                   |
| 103          | 16           | "The Vacation Solution A Solução de Férias"                               | Mark Cendrowski | História: Chuck Lorre, Anthony Del Broccolo e Tara Hernandez Adaptação: Bill Prady, Steven Molaro e Maria Ferrari    | 9 de fevereiro de 2012  | 16.21                   |
| 104          | 17           | "The Rothman Disintegration A Desintegração de Rothman"                   | Mark Cendrowski | História: Chuck Lorre, Bill Prady e Steve Holland Adaptação: Steven Molaro, Eric Kaplan e Jim Reynolds               | 16 de fevereiro de 2012 | 15.65                   |
| 105          | 18           | "The Werewolf Transformation A Transformação em Lobisomem"                | Mark Cendrowski | História: Chuck Lorre, Todd Craig e Gary Torvinen Adaptação: Bill Prady, Steven Molaro, Jim Reynolds e Maria Ferrari | 23 de fevereiro de 2012 | 16.20                   |
| 106          | 19           | "The Weekend Vortex O Vórtex do Fim de Semana"                            | Mark Cendrowski | História: Chuck Lorre, Bill Prady e Tara Hernandez Adaptação: Steven Molaro, Eric Kaplan e Steve Holland             | 8 de março de 2012      | [ 120 ]                 |
| 107          | 20           | "The Transporter Malfunction O Defeito do Teletransportador"              | Mark Cendrowski | História: Chuck Lorre, Bill Prady e Maria Ferrari Adaptação: Steven Molaro, Jim Reynolds e Steve Holland             | 29 de março de 2012     | 13.96                   |
| 108          | 21           | "The Hawking Excitation A Excitação de Hawking"                           | Mark Cendrowski | História: Bill Prady, Steven Molaro e Steve Holland Adaptação: Chuck Lorre, Eric Kaplan e Maria Ferrari              | 5 de abril de 2012      | 13.29                   |
| 109          | 22           | "The Stag Convergence A Convergência dos Solteiros"                       | Peter Chakos    | História: Billy Prady, Steve Holland e Eric Kaplan Adaptação:Chuck Lorre, Steven Molaro e Jim Reynolds               | 26 de abril de 2012     | 12.65                   |
| 110          | 23           | "The Launch Acceleration A Aceleração do Lançamento"                      | Mark Cendrowski | História: Chuck Lorre, Steven Molaro e Jim Reynolds Adaptação: Bill Prady, Steve Holland e Maria Ferrari             | 3 de maio de 2012       | 13.91                   |
| 111          | 24           | "The Countdown Reflection A Reflexação da Contagem Regressiva"            | Mark Cendrowski | História: Bill Prady, Eric Kaplan e Steve Holland Adaptação: Chuck Lorre, Steven Molaro e Jim Reynolds               | 10 de maio de 2012      | 13.72                   |

### Temporada 6 (2012-2013)
| N.º na série | N.º na temp. | Título                                                                              | Dirigido por    | Escrito por | Exibição original       | Audiência EUA (milhões) |
| ------------ | ------------ | ----------------------------------------------------------------------------------- | --------------- | --- | ----------------------- | ----------------------- |
| 112          | 1            | "The Date Night Variable O variável encontro da noite"                              | Mark Cendrowski | História: Chuck Lorre, Eric Kaplan e Steve Holland Adaptação: Steven Molaro, Jim Reynolds e Maria Ferrari         | 27 de setembro de 2012  | 15.66                   |
| 113          | 2            | "The Decoupling Fluctuation A dissociação de flutuação"                             | Mark Cendrowski | História: Chuck Lorre, Jim Reynolds e Maria Ferrari Adaptação: Steven Molaro, Eric Kaplan e Steve Holland         | 4 de outubro de 2012    | 15.18                   |
| 114          | 3            | "The Higgs Boson Observation A observação do Bóson de Higgs"                        | Mark Cendrowski | História: Steve Holland, Steven Molaro e Dave Goetsch Adaptação: Chuck Lorre, Maria Ferrari e Jim Reynolds        | 11 de outubro de 2012   | 14.23                   |
| 115          | 4            | "The Re-Entry Minimization A minimização da re-entrada"                             | Mark Cendrowski | História: Bill Prady, Jim Reynolds e Anthony Del Broccolo Adaptação: Chuck Lorre, Steven Molaro e Eric Kaplan     | 18 de outubro de 2012   | 15.73                   |
| 116          | 5            | "The Holographic Excitation A excitação holográfica"                                | Mark Cendrowski | História: Chuck Lorre, Eric Kaplan e Jeremy Howe Adaptação: Steven Molaro, Steve Holland e Maria Ferrari          | 25 de outubro de 2012   | 15.82                   |
| 117          | 6            | "The Extract Obliteration O extrato da eliminação"                                  | Mark Cendrowski | História: Chuck Lorre, Bill Prady e Steve Holland Adaptação: Steven Molaro, Jim Reynolds e Eric Kaplan            | 1 de novembro de 2012   | 15.90                   |
| 118          | 7            | "The Habitation Configuration A configuração de habitação"                          | Mark Cendrowski | História: Chuck Lorre, Eric Kaplan e Jim Reynolds Adaptação: Steven Molaro, Steve Holland e Maria Ferrari         | 8 de novembro de 2012   | 16.68                   |
| 119          | 8            | "The 43 Peculiarity A peculiaridade 43"                                             | Mark Cendrowski | História: Chuck Lorre, Dave Goetsch e Anthony Del Broccolo Adaptação: Steven Molaro, Jim Reynolds e Steve Holland | 15 de novembro de 2012  | 17.63                   |
| 120          | 9            | "The Parking Spot Escalation A escala de muitos estacionamentos"                    | Peter Chakos    | História: Chuck Lorre, Eric Kaplan e Adam Faberman Adaptação: Steven Molaro, Steve Holland e Maria Ferrari        | 29 de novembro de 2012  | 17.25                   |
| 121          | 10           | "The Fish Guts Displacement A coragem de deslocamento do peixe"                     | Mark Cendrowski | História: Chuck Lorre, Bill Prady e Tara Hernandez Adaptação: Steven Molaro, Eric Kaplan e Jim Reynolds           | 6 de dezembro de 2012   | 16.94                   |
| 122          | 11           | "The Santa Simulation A simulação do Natal"                                         | Mark Cendrowski | História: Chuck Lorre, Eric Kaplan e Steve Holland Adaptação: Steven Molaro, Jim Reynolds e Maria Ferrari         | 13 de dezembro de 2012  | 16.77                   |
| 123          | 12           | "The Egg Salad Equivalency A equivalência de salada de ovo"                         | Mark Cendrowski | História: Chuck Lorre, Eric Kaplan e Jim Reynolds Adaptação: Steven Molaro, Bill Prady e Steve Holland            | 3 de janeiro de 2013    | 19.25                   |
| 124          | 13           | "The Bakersfield Expedition A expedição Bakersfield"                                | Mark Cendrowski | História: Chuck Lorre, Jim Reynolds e Steve Holland Adaptação: Steven Molaro, Eric Kaplan e Maria Ferrari         | 10 de janeiro de 2013   | 20.00                   |
| 125          | 14           | "The Cooper-Kripke Inversion A inversão Cooper-Kripke"                              | Mark Cendrowski | História: Chuck Lorre, Eric Kaplan e Anthony Del Broccolo Adaptação: Steven Molaro, Jim Reynolds e Steve Holland  | 31 de janeiro de 2013   | 17.76                   |
| 126          | 15           | "The Spoiler Alert Segmentation A segmentação do alerta de Spoiler"                 | Mark Cendrowski | História: Chuck Lorre, Eric Kaplan e Steve Holland Adaptação: Steven Molaro, Maria Ferrari e Adam Faberman        | 07 de fevereiro de 2013 | 18.98                   |
| 127          | 16           | "The Tangible Affection Proof A prova de carinho tangível"                          | Mark Cendrowski | História: Chuck Lorre, Bill Prady e Steve Holland Adaptação: Steven Molaro, Jim Reynolds e Tara Hernandez         | 14 de fevereiro de 2013 | 17.89                   |
| 128          | 17           | "The Monster Isolation A isolação do monstro"                                       | Mark Cendrowski | História: Chuck Lorre, Dave Goetsch e Maria Ferrari Adaptação: Steven Molaro, Eric Kaplan e Steve Holland         | 21 de fevereiro de 2013 | 17.62                   |
| 129          | 18           | "The Contractual Obligation Implementation A implementação de obrigação contratual" | Mark Cendrowski | História: Chuck Lorre, Eric Kaplan e Steve Holland Adaptação: Steven Molaro, Jim Reynolds e Maria Ferrari         | 07 de março de 2013     | 17.63                   |
| 130          | 19           | "The Closet Reconfiguration A reconfiguração do armário"                            | Anthony Rich    | História: Chuck Lorre, Jim Reynolds e Maria Ferrari Adaptação: Steven Molaro, Steve Holland e Eric Kaplan         | 14 de março de 2013     | 15.90                   |
| 131          | 20           | "The Tenure Torbulance A turbulência de posse"                                      | Mark Cendrowski | História: Steven Molaro, Eric Kaplan e Maria Ferrari Adaptação: Chuck Lorre, Steve Holland e Jim Reynolds         | 04 de abril de 2013     | 17.24                   |
| 132          | 21           | "The Closure Alternative A alternativa de encerramento"                             | Mark Cendrowski | História: Chuck Lorre, Bill Prady e Tara Hernandez Adaptação: Steven Molaro, Jim Reynolds e Steve Holland         | 25 de abril de 2013     | 15.05                   |
| 133          | 22           | "The Proton Resurgence O ressurgimento do Próton"                                   | Mark Cendrowski | História: Chuck Lorre, Jim Reynolds e Steve Holland Adaptação: Steven Molaro, Eric Kaplan e Maria Ferrari         | 02 de maio de 2013      | 16.29                   |
| 134          | 23           | "The Love Spell Potential O potencial da poção do amor"                             | Anthony Rich    | História: Chuck Lorre, Jim Reynolds e Maria Ferrari Adaptação: Steven Molaro, Eric Kaplan e Steve Holland         | 09 de maio de 2013      | 16.30                   |
| 135          | 24           | "The Bon Voyage Reaction A reação da boa viagem"                                    | Mark Cendrowski | História: Steven Molaro, Steve Holland e Tara Hernandez Adaptação: Chuck Lorre, Jim Reynolds e Maria Ferrari      | 16 de maio de 2013      | 15.48                   |

### Temporada 7 (2013-2014)
| N.º na série | N.º na temp. | Título                                                                               | Dirigido por    | Escrito por | Exibição original       | Audiência EUA (milhões) |
| ------------ | ------------ | ------------------------------------------------------------------------------------ | --------------- | --- | ----------------------- | ----------------------- |
| 136          | 1            | "The Hofstadter Insufficiency" "A isuficiência Hofstadter" (BR)                      | Mark Cendrowski | História: Chuck Lorre, Eric Kaplan e Jim Reynolds Adaptação: Steven Molaro, Steve Holland e Maria Ferrari        | 26 de setembro de 2013  | 18.99                   |
| 137          | 2            | "The Deception Verification" "A verificação da decepção" (BR)                        | Mark Cendrowski | História: Dave Goetsch, Eric Kaplan e Steve Holland Adaptação: Steven Molaro, Jim Reynolds e Maria Ferrari       | 26 de setembro de 2013  | 20.44                   |
| 138          | 3            | "The Scavenger Vortex" "O vórtice do tesouro" (BR)                                   | Mark Cendrowski | História: Dave Goetsch, Eric Kaplan e Steve Holland Adaptação: Steven Molaro, Jim Reynolds e Maria Ferrari       | 03 de outubro de 2013   | 18.22                   |
| 139          | 4            | "The Raiders Minimization" "A minimização dos caçadores" (BR)                        | Mark Cendrowski | História: Chuck Lorre, Jim Reynolds e Tara Hernandez Adaptação: Steven Molaro, Jim Reynolds e Maria Ferrari      | 10 de outubro de 2013   | 17.64                   |
| 140          | 5            | "The Workplace Proximity" "A proximidade do local de trabalho" (BR)                  | Mark Cendrowski | História: Steven Molaro, Steve Holland e Maria Ferrari Adaptação: Chuck Lorre, Eric Kaplan e Jim Reynolds        | 17 de outubro de 2013   | 17.80                   |
| 141          | 6            | "The Romance Resonance" "A ressonância do romance" (BR)                              | Mark Cendrowski | História: Eric Kaplan, Jim Reynolds e Tara Hernandez Adaptção: Steven Molaro, Steve Holland e Maria Ferrari      | 24 de outubro de 2013   | 16.98                   |
| 142          | 7            | "The Proton Displacement" "O deslocamento do próton" (BR)                            | Mark Cendrowski | História: Chuck Lorre, Maria Ferrari & Anthony Del Broccolo Adaptação: Steven Molaro, Eric Kaplan & Jim Reynolds | 07 de novembro de 2013  | 16.89                   |
| 143          | 8            | "The Itchy Brain Simulation" "A simulação da coceira no cérebro" (BR)                | Mark Cendrowski | História: Steven Molaro, Bill Prady e Jim Reynolds Adaptação: Eric Kaplan, Steve Holland e Maria Ferrari         | 14 de novembro de 2013  | 18.30                   |
| 144          | 9            | "The Thanksgiving Decoupling" "O desemparelhamento do Dia de Ação de Graças" (BR)    | Mark Cendrowski | História: Eric Kaplan, Steve Holland e Maria Ferrari Adaptação: Steven Molaro, Jim Reynolds e Jeremy Howe        | 21 de novembro de 2013  | 18.94                   |
| 145          | 10           | "The Discovery Dissipation" "A dissipação da descoberta" (BR)                        | Mark Cendrowski | História: Eric Kaplan, Jim Reynolds e Maria Ferrari Adaptação: Steven Molaro, Steve Holland e Adam Faberman      | 05 de dezembro de 2013  | 15.63                   |
| 146          | 11           | "The Cooper Extraction" "A extração Cooper" (BR)                                     | Mark Cendrowski | História: Steven Molaro, Eric Kaplan e Maria Ferrari Adaptação: Jim Reynolds, Steve Holland e Tara Hernandez     | 12 de dezembro de 2013  | 17.68                   |
| 147          | 12           | "The Hesitation Ramification" "A ramificação da hesitação" (BR)                      | Mark Cendrowski | História: Dave Goetsch, Jim Reynolds e Tara Hernandez Adaptação: Steve Molaro, Steve Holland e Maria Ferrari     | 02 de janeiro de 2014   | 19.20                   |
| 148          | 13           | "The Occupation Recalibratione" "A recalibração da ocupação" (BR)                    | Mark Cendrowski | História: Eric Kaplan, Maria Ferrari e Tara Hernandez Adaptação: Steve Molaro, Jim Reynolds e Steve Holland      | 9 de janeiro de 2014    | 20.35                   |
| 149          | 14           | "The Convention Conundrum" "O enigma da convenção" (BR)                              | Mark Cendrowski | História: Eric Kaplan, Jim Reynolds e Adam Faberman Adaptação: Steven Molaro, Dave Goetsch e Steve Holland       | 30 de janeiro de 2014   | 19.05                   |
| 150          | 15           | "The Locomotive Manipulation" "A manipulação da locomotiva" (BR)                     | Mark Cendrowski | História: Jim Reynolds, Steve Holland & Tara Hernandez Adaptação: Steven Molaro, Eric Kaplan & Maria Ferrari     | 6 de fevereiro de 2014  | 17.53                   |
| 151          | 16           | "The Table Polarization" "A polarização da mesa" (BR)                                | Mark Cendrowski | História: Jim Reynolds , Steve Holland e Tara Hernandez Adaptação: Steven Molaro , Eric Kaplan e Maria Ferrari   | 27 de fevereiro de 2014 | 17.73                   |
| 152          | 17           | "The Friendship Turbulence" "A turbulência da amizade" (BR)                          | Mark Cendrowski | História: Jim Reynolds, Maria Ferrari e Jeremy Howe Adaptação: Steven Molaro, Eric Kaplan e Steve Holland        | 6 de março de 2014      | 18.09                   |
| 153          | 18           | "The Mommy Observation" "A observação da mamãe" (BR)                                 | Mark Cendrowski | História: Steven Molaro, Eric Kaplan e Tara Hernandez Adaptação: Jim Reynolds, Steve Holland e Maria Ferrari     | 13 de março de 2014     | 17.34                   |
| 154          | 19           | "The Indecision Amalgamation" "A amalgamação da indecisão" (BR)                      | Anthony Rich    | História: Bill Prady, Eric Kaplan e Jim Reynolds Adaptação: Steven Molaro, Dave Goetsch e Steve Holland          | 3 de abril de 2014      | 17.73                   |
| 155          | 20           | "The Relationship Diremption" "A disjunção da relação" (BR)                          | Mark Cendrowski | História: Steven Molaro, Bill Prady e Jim Reynolds Adaptação: Chuck Lorre, Eric Kaplan e Steve Holland           | 10 de abril de 2014     | 16.49                   |
| 156          | 21           | "The Anything Can Happen Recurrence" "A recorrência de tudo que pode acontecer" (BR) | Mark Cendrowski | História: Steven Molaro, Eric Kaplan e Adam Faberman Adaptação: Jim Reynolds, Steve Holland e Tara Hernandez     | 24 de abril de 2014     | 16.44                   |
| 157          | 22           | "The Proton Transmogrification" "A transmogrificação do próton" (BR)                 | Mark Cendrowski | História: Jim Reynolds, Maria Ferrari e Jeremy Howe Adaptação: Steven Molaro, Eric Kaplan e Steve Holland        | 1 de maio de 2014       | 16.07                   |
| 158          | 23           | "The Gorilla Dissolution" "A dissolução do gorila" (BR)                              | Peter Chakos    | História: Chuck Lorre, Jim Reynolds e Jeremy Howe Adaptação: Steven Molaro, Steve Holland e Eric Kaplan          | 8 de maio de 2014       | 14.42                   |
| 159          | 24           | "The Status Quo Combustion" "A combustão do status quo" (BR)                         | Mark Cendrowski | História: Eric Kaplan, Jim Reynolds e Jeremy Howe Adaptação: Steven Molaro, Steve Holland e Tara Hernandez       | 15 de maio de 2014      | 16.73                   |

### Temporada 8 (2014-2015)
| N.º na série | N.º na temp. | Título                                                                       | Dirigido por    | Escrito por | Exibição original       | Audiência nos EUA (milhões) |
| ------------ | ------------ | ---------------------------------------------------------------------------- | --------------- | --- | ----------------------- | --------------------------- |
| 160          | 1            | "The Locomotion Interruption" "A Interrupção da Locomoção" (BR)              | Mark Cendrowski | História: Jim Reynolds & Maria Ferrari e Tara Hernandez Adaptação: Steven Molaro & Steve Holland e Eric Kaplan              | 22 de setembro de 2014  | 18.03                       |
| 161          | 2            | "The Junior Professor Solution" "A Solução do Professor Júnior" (BR)         | Mark Cendrowski | História: Steven Molaro & Eric Kaplan e Steve Holland Adaptação: Jim Reynolds & Maria Ferrari e Tara Hernandez              | 22 de setembro de 2014  | 18.24                       |
| 162          | 3            | "The First Pitch Insufficiency" "A Insuficiência do Primeiro Arremesso" (BR) | Mark Cendrowski | História: Chuck Lorre & Jim Reynolds e Anthony Del Broccolo Adaptação: Steven Molaro & Steve Holland e Maria Ferrari        | 29 de setembro de 2014  | 16.44                       |
| 163          | 4            | "The Hook-up Reverberation" "A Reverberação da Picada" (BR)                  | Mark Cendrowski | História: Steve Holland & Maria Ferrari e Tara Hernandez Adaptação: Steven Molaro & Eric Kaplan e Jim Reynolds              | 6 de outubro de 2014    | 15.94                       |
| 164          | 5            | "The Focus Attenuation" "A Atenuação do Foco" (BR)                           | Mark Cendrowski | História: Jim Reynolds & Maria Ferrari e Adam Faberman Adaptação: Steven Molaro & Steve Holland e Eric Kaplan               | 13 de outubro de 2014   | 15.63                       |
| 165          | 6            | "The Expedition Approximation" "A Aproximação da Expedição" (BR)             | Mark Cendrowski | História: Steven Molaro & Dave Goetsch & Tara Hernandez Adaptação: Jim Reynolds & Steve Holland & Maria Ferrari             | 20 de outubro de 2014   | 16.02                       |
| 166          | 7            | "The Misinterpretation Agitation" "A Agitação do Mal Entendido" (BR)         | Mark Cendrowski | História: Chuck Lorre & Eric Kaplan & Jim Reynolds Adaptação: Steven Molaro & Steve Holland & Maria Ferrari                 | 30 de outubro de 2014   | 16.25                       |
| 167          | 8            | "The Prom Equivalency" "A Equivalência do Baile de Formatura" (BR)           | Mark Cendrowski | História: Jim Reynolds & Steve Holland & Jeremy Howe Adaptação: Steve Molaro & Eric Kaplan & Maria Ferrari                  | 6 de novembro de 2014   | 16.56                       |
| 168          | 9            | "The Septum Deviation" "O Desvio de Septo" (BR)                              | Anthony Rich    | História: Steven Molaro & Bill Prady & Maria Ferrari Adaptação: Eric Kaplan & Steve Holland & Tara Hernandez                | 13 de novembro de 2014  | 16.90                       |
| 169          | 10           | "The Champagne Reflection" "A Reflexão de Champanhe" (BR)                    | Mark Cendrowski | História: Steven Molaro & Tara Hernandez & David Saltzberg & Ph.D Adaptação: Jim Reynolds & Steve Holland & Dave Goetsch    | 20 de novembro de 2014  | 14.61                       |
| 170          | 11           | "The Clean Room Infiltration" "A Infiltração de Sala Limpa" (BR)             | Mark Cendrowski | História: Maria Ferrari & Tara Hernandez & Jeremy Howe Adaptação: Eric Kaplan & Jim Reynolds & Steve Holland                | 11 de dezembro de 2014  | 15.49                       |
| 171          | 12           | "The Space Probe Disintegration" "A Desintegração da Sonda Espacial" (BR)    | Mark Cendrowski | História: Bill Prady & Eric Kaplan & Jim Reynolds Adaptação: Steven Molaro & Steve Holland & Maria Ferrari                  | 8 de janeiro de 2015    | 18.11                       |
| 172          | 13           | "The Anxiety Optimization" "A Otimização de Ansiedade" (BR)                  | Mark Cendrowski | História: Eric Kaplan & Maria Ferrari & Adam Faberman Adaptação: Jim Reynolds & Steve Holland & Tara Hernandez              | 29 de janeiro de 2015   | 17.25                       |
| 173          | 14           | "The Troll Manifestation" "A Manifestação de Troll" (BR)                     | Mark Cendrowski | História: Steven Molaro & Eric Kaplan & Tara Hernandez Adaptação: Jim Reynolds & Steve Holland & Maria Ferrari              | 5 de fevereiro de 2015  | 17.09                       |
| 174          | 15           | "The Comic Book Store Regeneration" "A Regeneração de Comic Book Store" (BR) | Mark Cendrowski | História: Jim Reynolds & Maria Ferrari & Jeremy Howe Adaptação: Steven Molaro & Eric Kaplan & Steve Holland                 | 19 de fevereiro de 2015 | 17.49                       |
| 175          | 16           | "The Intimacy Acceleration" "A Aceleração de Intimidade" (BR)                | Mark Cendrowski | História: Dave Goetsch & Eric Kaplan & Tara Hernandez Adaptação: Steve Molaro & Jim Reynolds & Steve Holland                | 26 de fevereiro de 2015 | 16.67                       |
| 176          | 17           | "The Colonization Application" "O Aplicativo de Colonização" (BR)            | Mark Cendrowski | História: Dave Goetsch & Jim Reynolds & Tara Hernandez Adaptação:Steve Molaro & Eric Kaplan & Maria Ferrari                 | 5 de março de 2015      | 18.17                       |
| 177          | 18           | "The Leftover Thermalization" "A Restante Termalização" (BR)                 | Mark Cendrowski | História: Steven Molaro & Maria Ferrari & Jeremy Howe Adaptação: Eric Kaplan & Jim Reynolds & Steve Holland                 | 12 de março de 2015     | 16.13                       |
| 178          | 19           | "The Skywalker Incursion" "A Incursão de Skywalker" (BR)                     | Mark Cendrowski | História: Jim Reynolds & Tara Hernandez & Jeremy Howe Adaptação: Steve Molaro & Steve Holland & Maria Ferrari               | 2 de abril de 2015      | 13.89                       |
| 179          | 20           | "The Fortification Implementation" "A Implementação Fortificação" (BR)       | Mark Cendrowski | História: Jim Reynolds & Saladin Patterson & Tara Hernandez Adaptação: Steven Molaro & Steve Holland & Maria Ferrari        | 9 de abril de 2015      | 14.78                       |
| 180          | 21           | "The Communication Deterioration" "A Deterioração da Comunicação" (BR)       | Mark Cendrowski | História: Dave Goetsch & Steve Holland & Jeremy Howe & Tara Hernandez Adaptação: Steven Molaro & Eric Kaplan & Jim Reynolds | 16 de abril de 2015     | 14.82                       |
| 181          | 22           | "The Graduation Transmission" "A Transmissão da Formatura" (BR)              | Anthony Rich    | História: Chuck Lorre & Dave Goetsch & Anthony Del Broccolo Adaptação: Steven Molaro & Steve Holland & Eric Kaplan          | 23 de abril de 2015     | 14.63                       |
| 182          | 23           | "The Maternal Combustion" "A Combustão Materna" (BR)                         | Anthony Rich    | História: Steven Molaro & Tara Hernandez & Jeremy Howe Adaptação: Chuck Lorre & Jim Reynolds & Maria Ferrari                | 30 de abril de 2015     | 13.85                       |
| 183          | 24           | "The Commitment Determination" "A Determinação Compromisso" (BR)             | Mark Cendrowski | História: Chuck Lorre & Jim Reynolds & Maria Ferrari Adaptação: Steven Molaro & Steve Holland & Eric Kaplan                 | 7 de maio de 2015       | 14.64                       |

### Temporada 9 (2015-2016)
| N.º na série | N.º na temp. | Título                                                                             | Dirigido por    | Escrito por | Exibição original       | Audiência EUA. (milhões) |
| ------------ | ------------ | ---------------------------------------------------------------------------------- | --------------- | --- | ----------------------- | ------------------------ |
| 184          | 1            | "The Matrimonial Momentum" "O Momento Matrimonial" (BR)                            | Mark Cendrowski | História por : Chuck Lorre & Jim Reynolds & Maria Ferrari Roteiro por : Steven Molaro & Steve Holland & Eric Kaplan                   | 21 de setembro de 2015  | 18.20                    |
| 185          | 2            | "The Separation Oscillation" "A Oscilação de Separação" (BR)                       | Mark Cendrowski | História por : Steven Molaro & Steve Holland & Tara Hernandez Roteiro por : Chuck Lorre & Jim Reynolds & Maria Ferrari                | 28 de setembro de 2015  | 15.23                    |
| 186          | 3            | "The Bachelor Party Corrosion" "A Corrosão da Festa de Despedida de Solteiro" (BR) | Mark Cendrowski | História por : Dave Goetsch & Jim Reynolds & Jeremy Howe Roteiro por : Steven Molaro & Steve Holland & Eric Kaplan                    | 5 de outubro de 2015    | 15.40                    |
| 187          | 4            | "The 2003 Approximation" "A Aproximação 2003" (BR)                                 | Mark Cendrowski | História por : Chuck Lorre & Steve Holland & Eric Kaplan Roteiro por : Steven Molaro & Maria Ferrari & Tara Hernandez                 | 12 de outubro de 2015   | 14.96                    |
| 188          | 5            | "The Perspiration Implementation" "A Implementação Transpiração" (BR)              | Mark Cendrowski | História por : Chuck Lorre & Eric Kaplan & Maria Ferrari Roteiro por : Steve Holland & Jim Reynolds & Saladin Patterson               | 19 de outubro de 2015   | 14.68                    |
| 189          | 6            | "The Helium Insufficiency" "A Insuficiência de Hélio" (BR)                         | Mark Cendrowski | História por : Steve Holland & Maria Ferrari & Anthony Del Broccolo Roteiro por : Steven Molaro & Eric Kaplan & Jim Reynolds          | 26 de outubro de 2015   | 16.32                    |
| 190          | 7            | "The Spock Resonance" "A Ressonância de Spock" (BR)                                | Nikki Lorre     | História por : Chuck Lorre & Jim Reynolds & Tara Hernandez Roteiro por : Steven Molaro & Steve Holland & Jeremy Howe                  | 5 de novembro de 2015   | 14.81                    |
| 191          | 8            | "The Mystery Date Observation" "A Observação de Data de Mistério" (BR)             | Mark Cendrowski | História por : Steven Molaro & Eric Kaplan & Jim Reynolds Roteiro por : Chuck Lorre & Steve Holland & Tara Hernandez                  | 12 de novembro de 2015  | 14.92                    |
| 192          | 9            | "The Platonic Permutation" "A Permutação Platônica" (BR)                           | Mark Cendrowski | História por : Jim Reynolds & Jeremy Howe & Tara Hernandez Roteiro por : Steve Holland & Maria Ferrari & Adam Faberman                | 19 de novembro de 2015  | 15.19                    |
| 193          | 10           | "The Earworm Reverberation" "A Reverberação Earworm" (BR)                          | Mark Cendrowski | História por : Eric Kaplan & Jim Reynolds & Saladin Patterson Roteiro por : Steven Molaro & Steve Holland & Jeremy Howe               | 10 de dezembro de 2015  | 15.27                    |
| 194          | 11           | "The Opening Night Excitation" "A Excitação da Noite de Abertura" (BR)             | Mark Cendrowski | História por : Steven Molaro & Eric Kaplan & Tara Hernandez Roteiro por : Steve Holland & Jim Reynolds & Maria Ferrari                | 17 de dezembro de 2015  | 17.23                    |
| 195          | 12           | "The Sales Call Sublimation" "A Sublimação do Plantão de Vendas" (BR)              | Mark Cendrowski | História por : Steve Holland & Jim Reynolds & Saladin K. Patterson Roteiro por : Steven Molaro & Maria Ferrari & Anthony Del Broccolo | 7 de janeiro de 2016    | 15.85                    |
| 196          | 13           | "The Empathy Optimization" "A Otimização Empatia" (BR)                             | Mark Cendrowski | História por : Chuck Lorre & Eric Kaplan & Dave Geotsch Roteiro por : Steven Molaro & Steve Holland & Saladin K. Patterson            | 14 de janeiro de 2016   | 15.75                    |
| 197          | 14           | "The Meemaw Materialization" "A Materialização do NEMA" (BR)                       | Mark Cendrowski | História por : Chuck Lorre & Jim Reynolds & Maria Ferrari Roteiro por : Steven Molaro & Steve Holland & Tara Hernandez                | 4 de fevereiro de 2016  | 15.29                    |
| 198          | 15           | "The Valentino Submergence" "A Submersão de Valentino" (BR)                        | Mark Cendrowski | História por : Steve Molaro & Jim Reynolds & Tara Hernandez Roteiro por : Steve Holland & Eric Kaplan & Jeremy Howe                   | 11 de fevereiro de 2016 | 16.25                    |
| 199          | 16           | "The Positive Negative Reaction" "A Reação Positiva e Negativa" (BR)               | Mark Cendrowski | História por : Eric Kaplan & Jim Reynolds & Saladin Patterson Roteiro por : Steven Molaro & Steve Holland & Maria Ferrari             | 18 de fevereiro de 2016 | 15.24                    |
| 200          | 17           | "The Celebration Experimentation" "A Experimentação de Celebração" (BR)            | Mark Cendrowski | História por : Chuck Lorre & Eric Kaplan & Jeremy Howe Roteiro por : Steven Molaro & Steve Holland & Tara Hernandez                   | 25 de fevereiro de 2016 | 15.94                    |
| 201          | 18           | "The Application Deterioration" "A Deterioração do Aplicativo" (BR)                | Mark Cendrowski | História por : Steven Molaro & Eric Kaplan & Adam Faberman Roteiro por : Steve Holland & Jim Reynolds & Maria Ferrari                 | 10 de março de 2016     | 14.68                    |
| 202          | 19           | "The Solder Excursion Diversion" "O Desvio de Excursão de Solda" (BR)              | Mark Cendrowski | História por : Bill Prady & Eric Kaplan & Maria Ferrari Roteiro por : Steven Molaro & Steve Holland & Saladin K. Patterson            | 31 de março de 2016     | 14.24                    |
| 203          | 20           | "The Big Bear Precipitation" "A Precipitação de Grande Urso" (BR)                  | Mark Cendrowski | História por : Chuck Lorre & Dave Goetsch & Tara Hernandez Roteiro por : Steven Molaro & Steve Holland & Jim Reynolds                 | 7 de abril de 2016      | 13.50                    |
| 204          | 21           | "The Viewing Party Combustion" "O Partido da Visão de Combustão" (BR)              | Mark Cendrowski | História por : Eric Kaplan & Maria Ferrari & Jeremy Howe Roteiro por : Steven Molaro & Steve Holland & Tara Hernandez                 | 21 de abril de 2016     | 14.16                    |
| 205          | 22           | "The Fermentation Bifurcation" "A Bifurcação de Fermentação" (BR)                  | Nikki Lorre     | História por : Steven Molaro & Jim Reynolds & Anthony Del Broccolo Roteiro por : Chuck Lorre & Steve Holland & Tara Hernandez         | 28 de abril de 2016     | 14.13                    |
| 206          | 23           | "The Line Substitution Solution" "A Solução Linha Substituição" (BR)               | Anthony Rich    | História por : Steve Holland & Saladin K. Patterson & Tara Hernandez Roteiro por : Steven Molaro & Eric Kaplan & Maria Ferrari        | 5 de maio de 2016       | 13.22                    |
| 207          | 24           | "The Convergence Convergence" "A Convergência de Convergência" (BR)                | Mark Cendrowski | História por : Steven Molaro & Tara Hernandez & Adam Faberman Roteiro por : Chuck Lorre & Steve Holland & Jeremy Howe                 | 12 de maio de 2016      | 14.73                    |

### Temporada 10 (2016-2017)
| N.º na série | N.º na temp. | Título                                                                   | Dirigido por    | Escrito por | Exibição original       | Audiência EUA (milhões) |
| ------------ | ------------ | ------------------------------------------------------------------------ | --------------- | --- | ----------------------- | ----------------------- |
| 208          | 1            | "The Conjugal Conjecture" "A Conjectura Conjugal"                        | Mark Cendrowski | História por : Chuck Lorre & Steve Holland & Tara Hernandez Roteiro por : Steven Molaro & Eric Kaplan & Jim Reynolds                  | 19 de setembro de 2016  | 15.82                   |
| 209          | 2            | "The Military Miniaturization" "A Miniaturização Militar"                | Mark Cendrowski | História por : Chuck Lorre & Eric Kaplan & Jim Reynolds Roteiro por : Steven Molaro & Steve Holland & Maria Ferrari                   | 26 de setembro de 2016  | 14.24                   |
| 210          | 3            | "The Dependence Transcendence" "A Transcendência da Dependência"         | Mark Cendrowski | História por : Steven Molaro & Saladin K. Patterson & Tara Hernandez Roteiro por : Steve Holland & Maria Ferrari & Jeremy Howe        | 3 de outubro de 2016    | 14.32                   |
| 211          | 4            | "The Cohabitation Experimentation" "A Experiência da Colaboração"        | Mark Cendrowski | História por : Chuck Lorre & Dave Goetsch & Maria Ferrari Roteiro por : Steven Molaro & Steve Holland & Tara Hernandez                | 10 de outubro de 2016   | 14.41                   |
| 212          | 5            | "The Hot Tub Contamination" "A Contaminação da Banheira"                 | Mark Cendrowski | História por : Chuck Lorre & Maria Ferrari & Tara Hernandez Roteiro por : Steve Holland & Eric Kaplan & Jim Reynolds                  | 17 de outubro de 2016   | 14.20                   |
| 213          | 6            | "The Fetal Kick Catalyst" "O Chute do Feto Catalisador"                  | Mark Cendrowski | História por : Steve Holland & Tara Hernandez & Jeremy Howe Roteiro por : Steven Molaro & Saladin K. Patterson & Anthony Del Broccolo | 27 de outubro de 2016   | 14.31                   |
| 214          | 7            | "The Veracity Elasticity" "A Elasticidade da Verdade"                    | Mark Cendrowski | História por : Steven Molaro & Eric Kaplan & Maria Ferrari Roteiro por : Steve Holland & Jim Reynolds & Adam Faberman                 | 3 de novembro de 2016   | 14.18                   |
| 215          | 8            | "The Brain Bowl Incubation" "A Incubação do Cérebro na Vasilha"          | Mark Cendrowski | História por : Chuck Lorre & Steve Holland & Saladin K. Patterson Roteiro por : Steven Molaro & Maria Ferrari & Tara Hernandez        | 10 de novembro de 2016  | 14.47                   |
| 216          | 9            | "The Geology Elevation" "A Elevação da Geologia"                         | Mark Cendrowski | História por : Chuck Lorre & Erik Kaplan & Maria Ferrari Roteiro por : Steve Holland & Jim Reynolds & Jeremy Howe                     | 17 de novembro de 2016  | 14.34                   |
| 217          | 10           | "The Property Division Collision" "A Colisão da Divisão da Propriedade"  | Mark Cendrowski | História por : Steve Holland & Bill Prady & Steve Goetsch Roteiro por : Steven Molaro & Maria Ferrari & Tara Hernandez                | 1 de dezembro de 2016   | 14.54                   |
| 218          | 11           | "The Birthday Synchronicity" "A Sincronicidade do Aniversário"           | Nikki Lorre     | História por : Chuck Lorre & Steve Holland & Maria Ferrari Roteiro por : Steven Molaro & Eric Kaplan & Tara Hernandez                 | 15 de dezembro de 2016  | 15.96                   |
| 219          | 12           | "The Holiday Summation" "O Resumo das Festas"                            | Mark Cendrowski | História por : Steven Molaro & Eric Kaplan & Tara Hernandez Roteiro por : Steve Holland & Maria Ferrari & Jeremy Howe                 | 5 de janeiro de 2017    | 16.80                   |
| 220          | 13           | "The Romance Recalibration" "A Recalibração do Romance"                  | Mark Cendrowski | História por : Chuck Lorre & Dave Goetsch & Anthony Del Broccolo Roteiro por : Steven Molaro & Steve Holland & Saladin K. Patterson   | 19 de janeiro de 2017   | 15.15                   |
| 221          | 14           | "The Emotion Detection Automation" "A Automação da Detecção de Emoções"  | Mark Cendrowski | História por : Chuck Lorre & Steven Molaro & Eric Kaplan Roteiro por : Steve Holland & Jim Reynolds & Saladin K. Patterson            | 2 de fevereiro de 2017  | 14.66                   |
| 222          | 15           | "The Locomotion Reverberation" "A Reverberação da Locomotiva"            | Mark Cendrowski | História por : Chuck Lorre & Steve Holland & Jim Reynolds Roteiro por : Steven Molaro & Maria Ferrari & Tara Hernandez                | 9 de fevereiro de 2017  | 14.15                   |
| 223          | 16           | "The Allowance Evaporation" "A Evaporação da Mesada"                     | Mark Cendrowski | História por : Eric Kaplan & Maria Ferrari & Jeremy Howe Roteiro por : Steven Molaro & Steve Holland & Jim Reynolds                   | 16 de fevereiro de 2017 | 13.51                   |
| 224          | 17           | "The Comic-Con Conundrum" "O Enigma da Comic-Con"                        | Mark Cendrowski | História por : Eric Kaplan & Saladin K. Patterson & Tara Hernandez Roteiro por : Steve Molaro & Steve Holland & Maria Ferrari         | 23 de fevereiro de 2017 | 13.38                   |
| 225          | 18           | "The Escape Hatch Identification" "A Identificação da Válvula de Escape" | Mark Cendrowski | História por : Steven Molaro & Eric Kaplan & Anthony Del Broccolo Roteiro por : Steve Holland & Jim Reynolds & Tara Hernandez         | 9 de março de 2017      | 13.08                   |
| 226          | 19           | "The Collaboration Fluctuation" "A Flutuação da Colaboração"             | Mark Cendrowski | História por : Chuck Lorre & Tara Hernandez & Giuseppe Graziano Roteiro por : Steven Molaro & Steve Holland & Dave Goetsch            | 30 de março de 2017     | 12.78                   |
| 227          | 20           | "The Recollection Dissipation" "A Dissipação da Memória"                 | Mark Cendrowski | História por : Eric Kaplan & Tara Hernandez & Jeremy Howe Roteiro por : Steven Molaro & Steve Holland & Maria Ferrari                 | 6 de abril de 2017      | 12.59                   |
| 228          | 21           | "The Separation Agitation" "A Agitação da Separação"                     | Mark Cendrowski | História por : Steven Molaro & Jim Reynolds & Maria Ferrari Roteiro por : Steve Holland & Tara Hernandez & Jeremy Howe                | 13 de abril de 2017     | 11.89                   |
| 229          | 22           | "The Cognition Regeneration" "A Regeneração da Cognição"                 | Mark Cendrowski | História por : Steve Holland & Tara Hernandez & Jeremy Howe Roteiro por : Dave Goetsch & Eric Kaplan & Jim Reynolds                   | 27 de abril de 2017     | 12.52                   |
| 230          | 23           | "The Gyroscopic Collapse" "O Colapso Giroscópico"                        | Anthony Rich    | História por : Chuck Lorre & Steve Holland & Alex Ayers Roteiro por : Steven Molaro & Jim Reynolds & Saladin K. Patterson             | 4 de maio de 2017       | 12.39                   |
| 231          | 24           | "The Long Distance Dissonance" "Dissonância à Longa Distância"           | Mark Cendrowski | História por : Steven Molaro & Eric Kaplan & Jim Reynolds Roteiro por : Chuck Lorre & Steve Holland & Tara Hernandez                  | 11 de maio de 2017      | 12.99                   |

### Temporada 11 (2017-2018)
| N.º na série | N.º na temp. | Título                                                            | Dirigido por    | Escrito por | Exibição original      | Audiência U.S. (milhões) |
| ------------ | ------------ | ----------------------------------------------------------------- | --------------- | --- | ---------------------- | ------------------------ |
| 232          | 1            | "The Proposal Proposal" "O Pedido de Casamento"                   | Mark Cendrowski | História por : Chuck Lorre & Eric Kaplan & Jeremy Howe Roteiro por : Steve Holland & Maria Ferrari & Tara Hernandez             | 25 de setembro de 2017 | 17.65                    |
| 233          | 2            | "The Retraction Reaction" "A Reação da Retratação"                | Mark Cendrowski | História por : Steven Molaro & Steve Holland & Maria Ferrari Roteiro por : Dave Goetsch & Eric Kaplan & Anthony Del Broccolo    | 2 de outubro de 2017.  | 14.06                    |
| 234          | 3            | "The Relaxation Integration" "A Integração do Relaxamento"        | Mark Cendrowski | História por : Chuck Lorre & Steve Holland & Adam Faberman Roteiro por : Maria Ferrari & Andy Gordon & Tara Hernandez           | 9 de outubro de 2017   | 13.13                    |
| 235          | 4            | "The Explosion Implosion" "A Implosão da Explosão"                | Mark Cendrowski | História por : Bill Prady & Maria Ferrari & Tara Hernandez Roteiro por : Steve Holland & Eric Kaplan & Jeremy Howe              | 16 de outubro de 2017  | 13.07                    |
| 236          | 5            | "The Collaboration Contamination" "A Contaminação da Colaboração" | Nikki Lorre     | História por : Steven Molaro & Steve Holland & Eric Kaplan Roteiro por : Dave Goetsch & Maria Ferrari & Jeremy Howe             | 23 de outubro de 2017  | 13.20                    |
| 237          | 6            | "The Proton Regeneration" "A Regeneração do Próton"               | Mark Cendrowski | História por : Steven Molaro, Dave Goetsch, Alex Yonks Roteiro por : Dave Steve Holland, Andy Gordon, Jeremy Howe               | 2 de novembro de 2017  | 14.14                    |
| 238          | 7            | "The Geology Methodology" "A Metodologia da Geologia"             | Mark Cendrowski | História por : Steven Holland & Anthony Del Broccolo & Adam Faberman Roteiro por : Eric Kaplan & Maria Ferrari & Tara Hernandez | 9 de novembro de 2017  | 13.80                    |
| 239          | 8            | "The Tesla Recoil" "A Bobina de Tesla"                            | Anthony Rich    | História por : Chuck Lorre & Eric Kaplan & Tara Hernandez Roteiro por : Steve Holland & Maria Ferrari & Jeremy Howe             | 16 de novembro de 2017 | 13.44                    |
| 240          | 9            | "The Bitcoin Entanglement" "O Entrelaçamento do Bitcoin"          | Mark Cendrowski | História por : Steve Holland & Andy Gordon & Jeremy Howe Roteiro por : Dave Goetsch & Maria Ferrari & Anthony Del Broccolo      | 30 de novembro de 2017 | 13.84                    |
| 241          | 10           | "The Confidence Erosion" "A Erosão da Confiança"                  | Mark Cendrowski | História por : Bill Prady & Maria Ferrari & Adam Faberman Roteiro por : Steve Holland & Eric Kaplan & Tara Hernandez            | 7 de dezembro de 2017  | 14.41                    |
| 242          | 11           | "The Celebration Reverberation" "A Reverberação da Celebração"    | Mark Cendrowski | História por : Steve Holland & Eric Kaplan & Alex Ayers Roteiro por : Dave Goetsch & Maria Ferrari & Jeremy Howe                | 14 de dezembro de 2017 | 13.74                    |
| 243          | 12           | "The Matrimonial Metric" "A Métrica Matrimonial"                  | Mark Cendrowski | História por : Maria Ferrari & Tara Hernandez & Jeremy Howe Roteiro por : Steve Holland & Eric Kaplan & Andy Gordon             | 4 de janeiro de 2018   | 16.16                    |
| 244          | 13           | "The Solo Oscillation" "A Oscilação Solo"                         | Mark Cendrowski | História por : Chuck Lorre & Steve Holland & Anthony Del Broccolo Roteiro por : Eric Kaplan & Maria Ferrari & Jeremy Howe       | 11 de janeiro de 2018  | 15.93                    |
| 245          | 14           | "The Separation Triangulation" "A Triangulação da Separação"      | Mark Cendrowski | História por : Chuck Lorre & Eric Kaplan & Maria Ferrari Roteiro por : Steven Molaro & Steve Holland & Tara Hernandez           | 18 de janeiro de 2018  | 14.92                    |
| 246          | 15           | "The Novelization Correlation" "A Correlação Literária"           | Mark Cendrowski | História por : Steve Holland & Andy Gordon & Adam Faberman Roteiro por : Eric Kaplan & Maria Ferrari & Jeremy Howe              | 1 de fevereiro de 2018 | 14.69                    |
| 247          | 16           | "The Neonatal Nomenclature" "A Nomenclatura Neonatal"             | Gay Linvill     | História por : Eric Kaplan & Maria Ferrari & Anthony Del Broccolo Roteiro por : Steve Holland & Tara Hernandez & Adam Faberman  | 1 de março de 2018     | 13.75                    |
| 248          | 17           | "The Athenaeum Allocation" "A Alocação do Ateneu"                 | Mark Cendrowski | História por : Steve Holland & Steven Molaro & Tara Hernandez Roteiro por : Dave Goetsch & Eric Kaplan & Maria Ferrari          | 8 de março de 2018     | 13.88                    |
| 249          | 18           | "The Gates Excitation" "A Empolgação Gates"                       | Mark Cendrowski | História por : Eric Kaplan & Maria Ferrari & Andy Gordon Roteiro por : Steve Holland & Tara Hernadnez & Jeremy Howe             | 29 de março de 2018    | 13.26                    |
| 250          | 19           | "The Tenant Disassociation" "A Desassociação de Moradores"        | Mark Cendrowski | História por : Steve Holland & Jeremy Howe & Trevor Alper Roteiro por : Dave Goetsch & Eric Kaplan & Maria Ferrari              | 5 de abril de 2018     | 13.00                    |
| 251          | 20           | "The Reclusive Potential" "O Potencial Reclusivo"                 | Mark Cendrowski | História por : Maria Ferrari & Anthony Del Broccolo & Tara Hernandez Roteiro por : Steve Holland & Eric Kaplan & Adam Faberman  | 12 de abril de 2018    | 12.77                    |
| 252          | 21           | "The Comet Polarization" "A Polarização do Cometa"                | Mark Cendrowski | História por : Steve Holland & Bill Prady & Eric Kaplan Roteiro por : Maria Ferrari & Andy Gordon & Tara Hernandez              | 19 de abril de 2018    | 12.91                    |
| 253          | 22           | "The Monetary Insufficiency" "A Insuficiência Monetária"          | Nikki Lorre     | História por : Dave Goetsch & Maria Ferrari & Tara Hernandez Roteiro por : Steve Holland & Eric Kaplan & Jeremy Howe            | 26 de abril de 2018    | 11.79                    |
| 254          | 23           | "The Sibling Realignment" "O Realinhamento dos Irmãos"            | Mark Cendrowski | História por : Steve Holland & Eric Kaplan & Anthony Del Broccolo Roteiro por : Dave Goetsch & Maria Ferrari & Jeremy Howe      | 3 de maio de 2018      | 12.93                    |
| 255          | 24           | "The Bow Tie Asymmetry" "A Assimetria da Gravata Borboleta"       | Mark Cendrowski | História por : Chuck Lorre & Steven Molaro & Maria Ferrari Roteiro por : Steve Holland & Eric Kaplan & Tara Hernandez           | 10 de maio de 2018     | 15.51                    |

### Temporada 12 (2018-2019)
| N.º na série | N.º na temp. | Título                                                                     | Dirigido por    | Escrito por | Exibição original       | Audiência U.S. (milhões) |
| ------------ | ------------ | -------------------------------------------------------------------------- | --------------- | --- | ----------------------- | ------------------------ |
| 256          | 1            | "The Conjugal Configuration" "A Configuração Conjugal"                     | Mark Cendrowski | História por : Chuck Lorre & Eric Kaplan & Tara Hernandez Roteiro por : Steve Holland & Maria Ferrari & Jeremy Howe                                                                                     | 24 de setembro de 2018  | 12.92                    |
| 257          | 2            | "The Wedding Gift Wormhole" "O Buraco de Minhoca do Presente de Casamento" | Mark Cendrowski | História por : Steve Holland & Steven Molaro & Maria Ferrari Roteiro por : Dave Goetsch & Eric Kaplan & Andy Gordon                                                                                     | 27 de setembro de 2018. | 12.04                    |
| 258          | 3            | "The Procreation Calculation" "O Cálculo da Procriação"                    | Mark Cendrowski | História por : Chuck Lorre & Tara Hernandez & Adam Faberman Roteiro por : Steve Holland & Maria Ferrari & Anthony Del Broccolo                                                                          | 4 de outubro de 2018    | 12.29                    |
| 259          | 4            | "The Tam Turbulence" "A Turbulência Tam"                                   | Mark Cendrowski | História por : Steve Holland & Steven Molaro & Maria Ferrari Roteiro por : Dave Goetsch & Eric Kaplan & Jeremy Howe                                                                                     | 11 de outubro de 2018   | 12.94                    |
| 260          | 5            | "The Planetarium Collision"" "A Colisão do Planetário"                     | Mark Cendrowski | História por : Eric Kaplan & Andy Gordon & Alex Ayers Roteiro por : Steve Holland & Maria Ferrari & Tara Hernandez                                                                                      | 18 de outubro de 2010   | 12.22                    |
| 261          | 6            | "The Imitation Perturbation" "A Perturbação da Imitação"                   | Mark Cendrowski | História por : Steve Holland & Maria Ferrari & Tara Hernandez Roteiro por : Eric Kaplan & Jeremy Howe & Adam Faberman                                                                                   | 25 de outubro de 2018   | 12.99                    |
| 262          | 7            | ""The Grant Allocation Derivation"" "A Derivação da Distribuição de Verba" | Mark Cendrowski | História por : Eric Kaplan & Anthony Del Broccolo & Alex Yonks Roteiro por : Steve Holland & Dave Goetsch & Maria Ferrari                                                                               | 1 de novembro de 2018   | 12.64                    |
| 263          | 8            | "The Consummation Deviation" "A Divergência da Consumação"                 | Mark Cendrowski | História por : Chuck Lorre & Steve Holland & Maria Ferrari Roteiro por : Eric Kaplan & Andy Gordon & Adam Faberman                                                                                      | 8 de novembro de 2018   | 12.85                    |
| 264          | 9            | "The Citation Negation" "A Negação da Citação"                             | Mark Cendrowski | História por : Eric Kaplan & Tara Hernandez & Jeremy Howe Roteiro por : Steve Holland & Dave Goetsch & Maria Ferrari                                                                                    | 15 de novembro de 2018  | 12.56                    |
| 265          | 10           | "The VCR Illumination" "A Inspiração do Videocassete"                      | Mark Cendrowski | História por : Steve Holland & Steven Molaro & Bill Prady Roteiro por : Maria Ferrari & Andy Gordon & Jeremy Howe                                                                                       | 6 de dezembro de 2018   | 12.52                    |
| 266          | 11           | "The Paintball Scattering" "A Dispersão do Paintball"                      | Mark Cendrowski | História por : Maria Ferrari & Tara Hernandez & Adam Faberman Roteiro por : Steve Holland & Eric Kaplan & Anthony Del Broccolo                                                                          | 3 de janeiro de 2019    | 13.74                    |
| 267          | 12           | "The Propagation Proposition" "A Proposta da Propagação"                   | Mark Cendrowski | História por : : Chuck Lorre & Steve Holland & Jeremy Howe Roteiro por : Maria Ferrari & Dave Goetsch & Eric Kaplan                                                                                     | 10 de janeiro de 2019   | 13.53                    |
| 268          | 13           | "The Confirmation Polarization" "A Polarização da Confirmação"             | Mark Cendrowski | História por : ric Kaplan & Andy Gordon & Anthony Del Broccolo Roteiro por : Steve Holland & Maria Ferrari & Tara Hernandez                                                                             | 17 de janeiro de 2019   | 13.32                    |
| 269          | 14           | "The Meteorite Manifestation" "A Manifestação do Meteorito"                | Mark Cendrowski | História por : Chuck Lorre & Steve Holland & Maria Ferrari Roteiro por : Eric Kaplan & Tara Hernandez & Jeremy Howe                                                                                     | 31 de janeiro de 2019   | 13.66                    |
| 270          | 15           | "The Donation Oscillation" "A Oscilação da Doação"                         | Mark Cendrowski | História por : Bill Prady & Jeremy Howe & Adam Faberman Roteiro por : Steve Holland & Dave Goetsch & Maria Ferrari                                                                                      | 7 de fevereiro de 2019  | 13.97                    |
| 271          | 16           | "The D&D Vortex" "O Vórtex do D&D"                                         | Mark Cendrowski | História por : Steve Holland & Maria Ferrari & Anthony Del Broccolo Roteiro por : Eric Kaplan & Andy Gordon & Tara Hernandez                                                                            | 21 de fevereiro de 2019 | 13.48                    |
| 272          | 17           | "The Conference Valuation" "A Valorização da Conferência"                  | Mark Cendrowski | História por : Chuck Lorre & Steven Molaro & Eric Kaplan Roteiro por : Steve Holland & Maria Ferrari & Jeremy Howe                                                                                      | 7 de março de 2019      | 12.99                    |
| 273          | 18           | "The Laureate Accumulation" "O Acúmulo de Laureados"                       | Mark Cendrowski | História por : Steve Holland & Adam Faberman & David Saltzberg Roteiro por : Dave Goetsch & Eric Kaplan & Maria Ferrari                                                                                 | 4 de agosto de 2019     | 12.22                    |
| 274          | 19           | "The Inspiration Deprivation" "A Privação da Inspiração"                   | Mark Cendrowski | História por : Eric Kaplan & Maria Ferrari & Andy Gordon Roteiro por : Steve Holland & Anthony Del Broccolo & Tara Hernandez                                                                            | 18 de abril de 2019     | 11.44                    |
| 275          | 20           | "The Decision Reverberation" "A Repercussão da Decisão"                    | Mark Cendrowski | História por : Steven Molaro & Steve Holland & Tara Hernandez Roteiro por : Eric Kaplan & Maria Ferrari & Jermey Howe                                                                                   | 25 de abril de 2019     | 11.84                    |
| 276          | 21           | "The Plagiarism Schism" "A Cisão do Plágio"                                | Nikki Lorre     | História por : Eric Kaplan & Maria Ferrari & Adam Faberman Roteiro por : Steve Holland & Dave Goetsch & Tara Hernandez                                                                                  | 2 de maio de 2019       | 12.48                    |
| 277          | 22           | "The Maternal Conclusion" "A Conclusão Materna"                            | Kristy Cecil    | História por : Steve Holland & Eric Kaplan & Jeremy Howe Roteiro por : Maria Ferrari & Andy Gordon & Anthony Del Broccolo                                                                               | 9 de maio de 2018       | 12.59                    |
| 278          | 23           | "The Change Constant" "A Constante da Mudança"                             | Mark Cendrowski | História por : huck Lorre & Steve Holland & Steven Molaro & Bill Prady & Dave Goetsch & Eric Kaplan & Maria Ferrari & Andy Gordon & Anthony Del Broccolo & Tara Hernandez & Jeremy Howe & Adam Faberman | 16 de maio de 2019      | 18.52                    |
| 279          | 24           | "The Stockholm Syndrome" "A Síndrome de Estocolmo"                         | Mark Cendrowski | História por : huck Lorre & Steve Holland & Steven Molaro & Bill Prady & Dave Goetsch & Eric Kaplan & Maria Ferrari & Andy Gordon & Anthony Del Broccolo & Tara Hernandez & Jeremy Howe & Adam Faberman | 16 de maio de 2019      | 18.52                    |